# خاندرو رينبوتشي
خاندرو رينبوتشي (بالإنجليزية: Mindrolling Jetsün Khandro Rinpoche) (المعروفة باسم سيرينغ بالدرون عند ولادتها؛ من مواليد 19 أغسطس 1967) هي تابعة لطائفة اللاما البوذية في التبت البوذية. وُلدت رينبوتشي في كاليمبونج، الهند وهي ابنة الراحل تريتشن ميندرولنغ، تم التعرف على خاندرو رينبوتشي من قِبَل كارمابا السادس عشر وهي في عمر الثانية كتجسيد لذكرى أورجيين تسومو في جزيرة داكيني القديمة في تسورفو، والتي كانت واحدة من أشهر أساتذة الإناث في عصرها. كانت خاندرو أورجيين تسوموال قرينة الكارمابا الخامسة عشر خاكياب دورجي (1871–1922).

## التنشئة والتدريب
تعمل خاندرو رينبوتشي معلمة في كل مدارس كاجيو ونينجما. تتحدث رينبوتشي الإنجليزية بطلاقة، واللغة تبتية، واللغة الهندية. أكملت رينبوتشي تعليمًا غربيًا في دير القديس يوسف، ومدرسة وينبيرج ألن، وموسوري، وسانت ماري، في الهند. قامت رينبوتشي بالتدريس في أوروبا وأمريكا الشمالية وجنوب شرق آسيا منذ عام 1987. وقد أسست وترأس مركز Samten Tse Retreat في موسوري في الهند، وهي أيضا أستاذة مقيمة في مركز لوتس جاردن ريتريت في فرجينيا، الولايات المتحدة الأمريكية. كما تشارك رينبوتشي بنشاط في إدارة دير ميندرولينغ في دهرادون، الهند. وبالإضافة إلى ذلك، تهتم رينبوتشي بالحوار بين الأديان وتجلس حاليًا في مجلس زعماء العالم الديني لمعهد إيليا بين الأديان.
جاء وفقًا لجوديت سيمر براون:
لطالما كانت رينبوتشي حريصة على عدم اعتبار نفسها مناصرة للنسوية بالمعنى الغربي. يمكن للمرء أن يعتقد أنها كانت حريصة بهذه الطريقة لأسباب سياسية، لكنني أعتقد أنها أكثر من ذلك. أعتقد أنها تفهم شيئًا عميقًا جدًا عن طلابها الغربيين: نحن بحاجة إلى أن نضيف بفهمنا فهمًا أكثر عمقًا، على سبيل المثال (موت الأنا)، إلى قضايانا الخاصة بالجنس حتى لا نتورط في التفرقة على أساس النوع الاجتماعي. ثم يمكننا أن نتبنى جنسنا وأن نتصرف دون هذا النوع من الارتباك والاستياء الذي عادة ما يطاردنا. تعلمت ذلك منها حقَا.

## روابط خارجية
- Official website for Her Eminence Mindrolling Jetsün Khandro Rinpoche
- History Female Masters Within the Mindrolling Tradition
- The History of Mindrolling
- BBC interview
- YouTube interview with Khandro Rinpoche (Flash video)
- Official website for Study Groups in Spain